# Joan Pujol
Joan Pujol, poeta, nasceu provavelmente em Mataró em data indeterminada e morreu depois do ano 1603. Foi presbítero na cidade Mataró. Elegeu a carreira eclesiástica. Joan Pujol usava a sua poesia para enviar uma mensagem moral aos seus leitores. Toda a poesia de Joan Pujol mostra uma grande influência de Ausiàs March (poeta e a máxima influência da literatura catalã no século dourado, s. XV), que tudo seja dito, não era uma influência mais, senão a referência máxima.
A sua obra poética em catalão (1574) compreende um poema épico à vitória de Lepant, escrito basicamente em decasíl·labs de estrofes escrecruzadas, e o poema Visió en somni (Visão em sonho).
Popularmente, o poema épico de Pujol conhece-se do nome da Batalha de Lepant. Neste poema, explica-se a moral que esconde o poeta: "Clamar não se deve se procura mal e o encontra". O relato de Pujol começa num ano antes que se inicie a batalha. Neste ano dantes, explicam-se os antecedentes da batalha e de como se prepararam naves, soldados, armamento, ect. A edição da obra de Pujol inclui dois poemas laudatórios do humanista do Rosselló Francesc Comte.
Viisió en somni (Visão em sonho) é um poema narrativo de estrutura de género medieval. A narração é em primeira pessoa, ambienta-se no mundo do maravilhoso visitado através dos sonhos. O poema está composto por duas estrofes de dez versos decassílabas cada uma, são estrofes entrecruzadas de quatro rimes e dois versos apariados ao final. No poema, o autor critica todas as pessoas que se pensa que sabe muito sobre Ausiàs March quando, em realidade, não sabem nada (conforme Pujol). À segunda estrofe, quer aluvar uma pessoa, o sábio, uma pessoa que, conforme do que expressa Pujol, tem suficientes conhecimentos sobre Ausiàs March e a sua obra. O sábio resulta ser Joan Lluís Vileta, filósofo e canonge barcelonês, de muita influência sobre Pujol. Por conseguinte, o poema acontece um panegírico de Vileta.
A figura de Joan Pujol foi objeto de vários estudos. O primo intelectual moderno que o redescobriu foi o rossilhonês Josep Tastu, que introduziu a obra do autor de Mataró nos estudos do bibliógrafo Fèlix Torres e Amat de Palou.

## Temas importantes na poesia de Pujol
Nesta secção apresentaram-se os temas mais sobre notáveis do autor em toda a sua obra. Estarão caraterizados em três aspetos: os elementos históricos, os aspetos espirituais e finalmente os traços culturais:
Quanto aos aspetos históricas, a espiritualidade e cultura dos seus tempos medieval inserem-se no poema. Estes são: a Batalha de Lepanto e a vitória da Liga Santa Católica contra os turcos na luta contra a hegemonia mediterrânica.
A respeito dos rasgos espirituais, sublinha-se a visão positiva da aplicação da contrarreforma cristã, também o autor faz destaque de uma formação doutrinal e finalmente, isto faz sentido porque tem como fim um combate antiluterano.
Damos ponto final a falar dos aspetos culturais e este resumem-se porque a obra guarda uma adequação da tradição poética catalã através da figura do poeta Ausiàs March às novas exigências espirituais do momento, vindas por razão da reforma cristã do momento em que se escreveu o poema.